# 安杰利卡
安杰利卡（英語：Angelica）是位于美国纽约州阿利根尼县的一个镇，地处该县中部。2010年美国人口普查时，该镇有1403人。其名称由此地最早的白人定居者之一菲利普·丘奇（Philip Church）以其母亲安杰莉卡·斯凯勒·丘奇的名字命名的。安杰利卡是美国独立战争时的将领菲力·斯凯勒之女，也是美国开国元勋亚历山大·汉密尔顿的大姨。